# Großsteingrab Damp
Das Großsteingrab Damp ist eine weitgehend zerstörte megalithische Grabanlage der jungsteinzeitlichen Trichterbecherkultur bei Damp im Kreis Rendsburg-Eckernförde in Schleswig-Holstein. Es trägt die Sprockhoff-Nummer 60.

## Lage
Das Grab befindet sich westlich von Damp an der Straße Revkuhl. 350 m nordnordöstlich liegt der eisenzeitliche Steinkreis Rote Maaß.

## Beschreibung
Die Anlage besitzt ein nord-südlich orientiertes Hünenbett mit einer Länge von 22 m, einer Breite von 7 m und einer erhaltenen Höhe von 1 m. Sämtliche Umfassungssteine fehlen. Am Nordende des Bettes befindet sich eine Vertiefung, in der sich ursprünglich die Grabkammer befand. Auch hier sind keine Steine erhalten. Die Größe der Vertiefung deutet darauf hin, dass es sich bei der Kammer um einen Dolmen gehandelt haben könnte.